# Árpástó
Árpástó (románul Braniștea) falu Romániában Beszterce-Naszód megyében.

## Fekvése
A Nagy-Szamos balpartján fekszik, Déstől 20 kilométerre.

## Nevének említése
1269-ben a települést „aqua palosa”-nak írják, a mi megfelel a mai elnevezés második – tó – felének. 1362-ben említik először Árpásthou néven. 1457-ben Árpástow, 1615-ben Árpástó a neve. 
Nevének első részét a itt termesztett árpától, utónevét a hely fekvéséből magyarázható tavas voltától kapta. 1839-ben Arpástó, Arpás-Tó, 1873-ban Árpásto, míg 1920-ban Arpașteu néven említik.

## Lakossága
A görög keleti románság 1658 után jelent meg. 1817-ben görögkatolikus hitre tértek, fából készült templomunkat Szent Arkangyal tiszteletére szentelték föl. 1898-ban összes felszereléseivel teljesen leégett. Iskolájuk 1851-ben keletkezett.
1713-ban 7 jobbágy, 20 zsellér, 4 nemes családfő lakta, akik 29 házban éltek. 1831-ben 702 fő lakta.
1850-ben 949 lakosából 336 fő mondta magát magyarnak,  1992-re a lakosság 1290 főre gyarapodott és ebből már 665 fő a magyar. 1850-ben magyar lakossága református (314 fő), római katolikus (21 fő) és unitárius (1 fő). Román lakossága görögkatolikus, 63 fő izraelita hitű.

## Története
Árpástó eleinte Décse határához tartozott, 1269. évi források alapján. A később önállóvá vált község első birtokosai Décse urai, az Apaffyak és Bethlenek voltak. Alapítása már a XIV. század elején történhetett, mert ekkor Árpástót Tamás erdélyi vajda a csicsói királyi várhoz csatolta, míg végre Lajos király 1362-ben azt régi birtokosainak.
A múlt század fordulóján gróf Bethlen László volt a tulajdonosa.
Anyakönyve 1787-ben, jegyzőkönyve 1765-ben kezdődik. 1876-tól a trianoni békeszerződésig Szolnok-Doboka vármegye Bethleni járásához tartozott.

## Látnivaló
Eredeti kőtemploma a XIV. században épülhetett, ám a közeli patak áradásai miatt annyira megrongálódott, hogy a régi anyagából 1898-ban új kőtemplomot emeltek.
A középkorban tisztán római katolikus falu a reformáció évtizedeiben előbb lutheránus, majd református lett, a XVI. század végére pedig unitárius anyaegyház alakult. 1622-ben újra a reformátusoké lett, a 18. században már református anyaegyház.
Már a reformáció előtt iskolája van, és ez még 1622-ben is szerepel a forrásokban. Faragott szószékét kidei Sipos Dávid készítette 1760-ban, alkotói korszakának második felében. Orgonáját 1790-ben szerezte.

## Híres emberek
- Itt született Cserenátoni Gyula (1858. november 3. - ?) nyelvész, tanár.
- Itt született Miháltz István (1897. május 9. – Szeged, 1964. márc, 16.) geológus, egyetemi tanár, az Alföldre vonatkozó földtani összegzés megszerkesztője.
- Itt született Balázs Ernő (1929. május 31. –) testnevelés tanár, aligazgató
- Itt született Kozma Zsolt (1935. február 19. –) református lelkész, egyházi író, teológiai professzor
- Itt született Daróczi Tamás (1954–) tenor énekművész